# Cerro Bravo
El Cerro Bravo és un estratovolcà que es troba al departament de Tolima, al centre de Colòmbia, i que es troba al nord del Nevado del Ruiz.
El seu cim s'eleva fins als 4.000 msnm i la darrera erupció documentada se situa al voltant del 1720.